# Gesonia obeditalis
Gesonia obeditalis är en fjärilsart som beskrevs av Walker 1859. Gesonia obeditalis ingår i släktet Gesonia och familjen nattflyn. Inga underarter finns listade i Catalogue of Life.